# Anita Brookner
Pour les articles homonymes, voir Brookner.
Anita Brookner, née le 16 juillet 1928 à Herne Hill, dans le Grand Londres, et morte le 10 mars 2016, est une romancière britannique. Observatrice des gens et des situations, elle décrit, de manière nostalgique et intimiste, des personnages en demi-teintes, et la manière dont ils ont raté leur vie.

## Biographie
Fille unique de Newson Bruckner, un immigrant juif polonais, Anita naît à Herne Hill, dans le Grand Londres. Sa mère, en raison du sentiment anti-allemand qui prévaut en Angleterre après la Première Guerre mondiale, modifie le nom de la famille qui passe de Bruckner à Brookner. Pendant les années 1930 et jusqu'à la fin de la Seconde Guerre mondiale, la famille Brookner accueille dans leur maison londonienne des réfugiés juifs qui fuient les persécutions nazies.
Anita Brookner fait ses études secondaires à James Allen's Girls' School, puis s'inscrit au King's College de Londres où elle obtient en 1949 une licence d'histoire. Elle poursuit ses études à l'Institut Courtauld de l'université de Londres où elle soutient une thèse de doctorat en histoire de l'art consacrée à Jean-Baptiste Greuze en 1953. Après ses études, elle enseigne la littérature à l'université, puis l'histoire de l'art.
En 1967, elle est la première femme à occuper la chaire Slade de l'université de Cambridge, chaire d'enseignement des beaux-arts fondée en 1869 et dont furent notamment titulaires les historiens de l'art Roger Fry en 1933, John Pope-Hennessy en 1964 et Anthony Blunt en 1965. En 1977, elle enseigne à l'Institut Courtauld de l'université de Londres jusqu'à sa retraite académique prise en 1988.
Elle se lance tardivement dans l'écriture et publie son premier roman, La Vie, quelque part (A Start In Life) en 1981, à l'âge de 53 ans. Dès lors, elle publie chaque année un roman où elle aborde presque toujours les thèmes de difficultés à s'insérer dans la société et les tourments liés à la perte d'un être cher. Ces héroïnes sont souvent des femmes de la classe moyenne qui souffrent de solitude et de déceptions amoureuses. Plusieurs sont des descendantes d'immigrants européens et juifs.
Elle remporte le Booker Prize en 1984 pour Hôtel du lac. Elle est l'auteur de vingt-quatre romans, tous traduits en français.
Elle est faite commandeur de l'ordre de l'Empire britannique en 1990.

## Œuvres

### Romans
- A Start In Life (1981), aussi paru sous le titre The Debut Publié en français sous le titre La Vie, quelque part, traduit par Nicole Tisserand, Paris, Belfond, coll. « Littérature étrangère », 1990  (ISBN 2-7144-2487-2) ; réédition, Paris, Seuil, coll. « Points. Roman » no 691, 1993  (ISBN 2-02-015907-4)
- Providence (1982) Publié en français sous le titre Providence, traduit par Nicole Tisserand, Paris, Belfond, coll. « Littérature étrangère », 1991  (ISBN 2-7144-2727-8) ; réédition, Paris, Seuil, coll. « Points. Roman » no 650, 1994  (ISBN 2-02-020186-0)
- Look at Me (1983) Publié en français sous le titre Regardez-moi, traduit par Fanchita Gonzalez-Batlle, Paris, La Découverte, 1986  (ISBN 2-7071-1623-8) ; réédition, Paris, Seuil, coll. « Points. Roman » no 298, 1988  (ISBN 2-02-009909-8) ; réédition, Paris, Points no 89, 1995  (ISBN 2-02-025377-1)
- Hotel du Lac (1984) - Booker Prize Publié en français sous le titre Hôtel du lac, traduit par Solange Lecomte, Paris, Belfond, coll. « Littérature étrangère », 1987  (ISBN 2-7144-2105-9) ; réédition, Paris, Seuil, coll. « Points » no 333, 1997  (ISBN 2-02-021833-X) ; réédition, préface de Julian Barnes, Paris, Bartillat, 2023  (ISBN 978-2-84100-743-1)
- Family and Friends (1985) Publié en français sous le titre Sofka, traduit par Fanchita Gonzalez-Batlle, Paris, La Découverte, 1987  (ISBN 2-7071-1686-6) ; réédition, Paris, Seuil, coll. « Points. Roman » no 298, 1988  (ISBN 2-02-009909-8) ; réédition, Paris, Points no 89, 1995  (ISBN 2-02-025377-1)
- A Misalliance (1986) Publié en français sous le titre Mésalliance, traduit par Nicole Tisserand, Paris, Belfond, 1993  (ISBN 2-7144-3046-5) ; réédition, Paris, Seuil, coll. « Points » no 240, 1996  (ISBN 2-02-022651-0)
- A Friend from England (1987) Publié en français sous le titre Une amie d'Angleterre, traduit par Fanchita Gonzalez-Batlle, Paris, La Découverte, 1988  (ISBN 2-7071-1754-4) ; réédition, Paris, Seuil, coll. « Points. Roman » no 372, 1989  (ISBN 2-02-010919-0)
- Latecomers (1988) Publié en français sous le titre La Porte de Brandebourg, traduit par Fanchita Gonzalez-Batlle, Paris, La Découverte, 1989  (ISBN 2-7071-1861-3) ; réédition, Paris, Seuil, coll. « Points. Roman » no 435, 1991  (ISBN 2-02-012900-0) ; réédition, Paris, Points no 397, 1997  (ISBN 2-02-032124-6)
- Lewis Percy (1989) Publié en français sous le titre Lewis Percy, traduit par Fanchita Gonzalez-Batlle, Paris, La Découverte, 1991  (ISBN 2-7071-2008-1) ; réédition, Paris, Seuil, coll. « Points. Roman » no 593, 1993  (ISBN 2-02-013412-8)
- Brief Lives (1990) Publié en français sous le titre Julie et moi, traduit par Annie Lennkh, Paris, La Découverte, 1992  (ISBN 2-7071-2101-0) ; réédition, Paris, Seuil, coll. « Points » no 72, 1995  (ISBN 2-02-018264-5)
- A Closed Eye (1991) Publié en français sous le titre Esquives, traduit par Annie Lennkh, Paris, La Découverte, 1993  (ISBN 2-7071-2218-1) ; réédition, Paris, Seuil, coll. « Points » no 102, 1996  (ISBN 2-02-020774-5)
- Fraud (1992) Publié en français sous le titre Impostures, traduit par Claudine Richetin, Paris, La Découverte, 1994  (ISBN 2-7071-2330-7)
- A Family Romance (1993), aussi paru sous le titre Dolly Publié en français sous le titre Dolly, traduit par Claudine Richetin, Paris, Belfond, 1995  (ISBN 2-7144-3246-8) ; réédition, Paris, Seuil, coll. « Points » no 371, 1997  (ISBN 2-02-025572-3)
- A Private View (1994) Publié en français sous le titre L'Automne de monsieur Bland, traduit par Claudine Richetin, Paris, La Découverte, 1995  (ISBN 2-7071-2481-8)
- Incidents in the Rue Laugier (1995) Publié en français sous le titre Incidents rue Laugier, traduit par Claudine Richetin, Paris, La Découverte, 1996  (ISBN 2-7071-2592-X)
- Altered States (1996) Publié en français sous le titre États seconds, traduit par Nicole Tisserand, Paris, Belfond, 1997  (ISBN 2-7144-3481-9) ; réédition, Paris, LGF, coll. « Le Livre de poche » no 14735, 1999  (ISBN 2-253-14735-4)
- Visitors (1997) Publié en français sous le titre Les Visiteurs de l'été, traduit par Michelle Herpe-Voslinskyn, Paris, La Découverte, 1998  (ISBN 2-7071-2864-3)
- Falling Slowly (1998) Publié en français sous le titre Une chute très lente, traduit par Michelle Herpe-Voslinsky, Paris, Belfond, coll. « Littérature étrangère », 2001  (ISBN 2-7144-3679-X)
- Undue Influence (1999) Publié en français sous le titre Une trop longue attente, traduit par Michelle Herpe-Voslinsky, Paris, Belfond, coll. « Littérature étrangère », 2002  (ISBN 2-7144-3716-8)
- The Bay of Angels (2001) Publié en français sous le titre Fêlures, traduit par Hélène Fournier et Michèle Valencia, Paris, Belfond, coll. « Littérature étrangère », 2003  (ISBN 2-7144-3853-9)
- The Next Big Thing (2002), aussi paru sous le titre Making Things Better Publié en français sous le titre Le Dernier Voyage, traduit par Michelle Herpe-Voslinsky, Paris, Belfond, coll. « Littérature étrangère », 2004  (ISBN 2-7144-3956-X)
- The Rules of Engagement (2003) Publié en français sous le titre Les Règles du consentement, traduit par Simone Manceau, Paris, Fayard, 2004  (ISBN 2-213-62069-5)
- Leaving Home (2005) Publié en français sous le titre Loin de soi, traduit par Simone Manceau, Paris, Fayard, 2006  (ISBN 2-213-62611-1)
- Strangers (2009) Publié en français sous le titre Étrangères, traduit par Françoise du Sorbier, Paris, Fayard, 2010  (ISBN 978-2-213-64423-3)
- At The Hairdressers (2011), court roman
- La porte de Brandebourg  1989 traduit de l'anglais par Fanchita Gonzalez Batlle  (ISBN 2-02-0129000 et 2-7071-1861-3), 1re publication

### Autres publications
- Huysmans, The Genius of the Future: Essays in French Art Criticism, Phaidon Press, (1971)
- Greuze: 1725–1805 : The Rise and Fall of an Eighteenth-century Phenomenon (1972) (sur le peintre Jean-Baptiste Greuze)
- Jacques-Louis David (1980) (sur le peintre Jacques-Louis David)

## Adaptation
- 1986 : Hotel du Lac (en), téléfilm diffusé par BBC Two comme épisode 8 de la saison 2 de la série télévisée d'anthologie Screen Two (en), réalisé par Giles Foster, adaptation du roman éponyme, avec Anna Massey et Denholm Elliott